# Gilles Burgat
Gilles Burgat   (Albertville, 16 de novembre de 1961) és un antic pilot de trial francès que va guanyar el Campionat del món de 1981, esdevenint així, a només 19 anys, el campió del món de trial més jove de la història, a més del primer francès i el primer (i únic) pilot de SWM a guanyar el títol, així com el pilot que el va guanyar més ràpidament, ja que el va obtenir tot just a la segona temporada en què hi participava. Aquell mateix any, Burgat va guanyar els Sis Dies d'Escòcia de Trial, essent el segon no britànic, després d'Yrjö Vesterinen, a guanyar aquesta prestigiosa prova.
Burgat és cunyat del campió del món de trial Bernie Schreiber, que es va casar amb la seva germana Yannick cap a 1985. El 2016 va ser nomenat FIM Legend.

## Carrera esportiva

### Primers anys
Gilles Burgat va néixer i es va criar a Albertville, a la Savoia, ben a prop de Suïssa i en plens Prealps de la Savoia, on ha viscut sempre. Des de ben petit es va sentir atret per les motocicletes, ja que el seu pare, aficionat a l'equitació, va començar a practicar el trial amb una Yamaha 150 quan ell tenia onze anys. Cap a 1972, els seus pares li regalaren un ciclomotor Peugeot, que al cap de pocs mesos li van canviar per una Yamaha 50 i, ben aviat, per una Montesa Cota 123, una autèntica moto de trial amb la qual va practicar i evolucionar la seva tècnica. Cap a 1974, a dotze anys, Gilles va començar a fer trial amb la Cota seguint el seu pare pels camins de muntanya del costat de casa seva. Més tard li van canviar la 123 per una Cota 172, amb la qual va debutar en competicions locals, on aviat va destacar i va esdevenir un dels millors pilots joves de la seva zona (el 1975 va aconseguir la seva primera victòria). Durant uns anys va participar amb èxit en trials regionals, bàsicament a Occitània, el rovell de l'ou del trial a França a l'època.
Fou en un d'aquells trials occitans, quan encara no havia fet els setze anys, on el va descobrir Charles Coutard, que poc després, el novembre de 1977, va fitxar per SWM. Coutard esdevingué el seu mentor i el va recomanar als directius de la fàbrica italiana, que tot just s'estrenava en trial, els quals van cedir al jove pilot una SWM 125. Amb aquella moto, Burgat va guanyar el Campionat de França en categoria Júnior 125 el 1978 i, ja amb la moto gran, en categoria Sènior el 1979.

### Èxits internacionals
El 1980, a divuit anys, Burgat va guanyar el seu primer campionat de França en la categoria absoluta, un títol que va revalidar els anys 1981 i 1982. També el 1980, el francès va debutar al campionat del món amb èxit: tot just al seu primer any hi va obtenir resultats notables, com ara un cinquè lloc a França, i va acabar el campionat en l'onzena posició final, el segon millor pilot de SWM després de Martin Lampkin, cinquè (per bé que l'anglès va córrer les primeres proves encara amb Bultaco) i el millor francès, per davant de Christian Desnoyers, tretzè també amb SWM i Charles Coutard, catorzè, que aquell any havia canviat de SWM a Montesa.

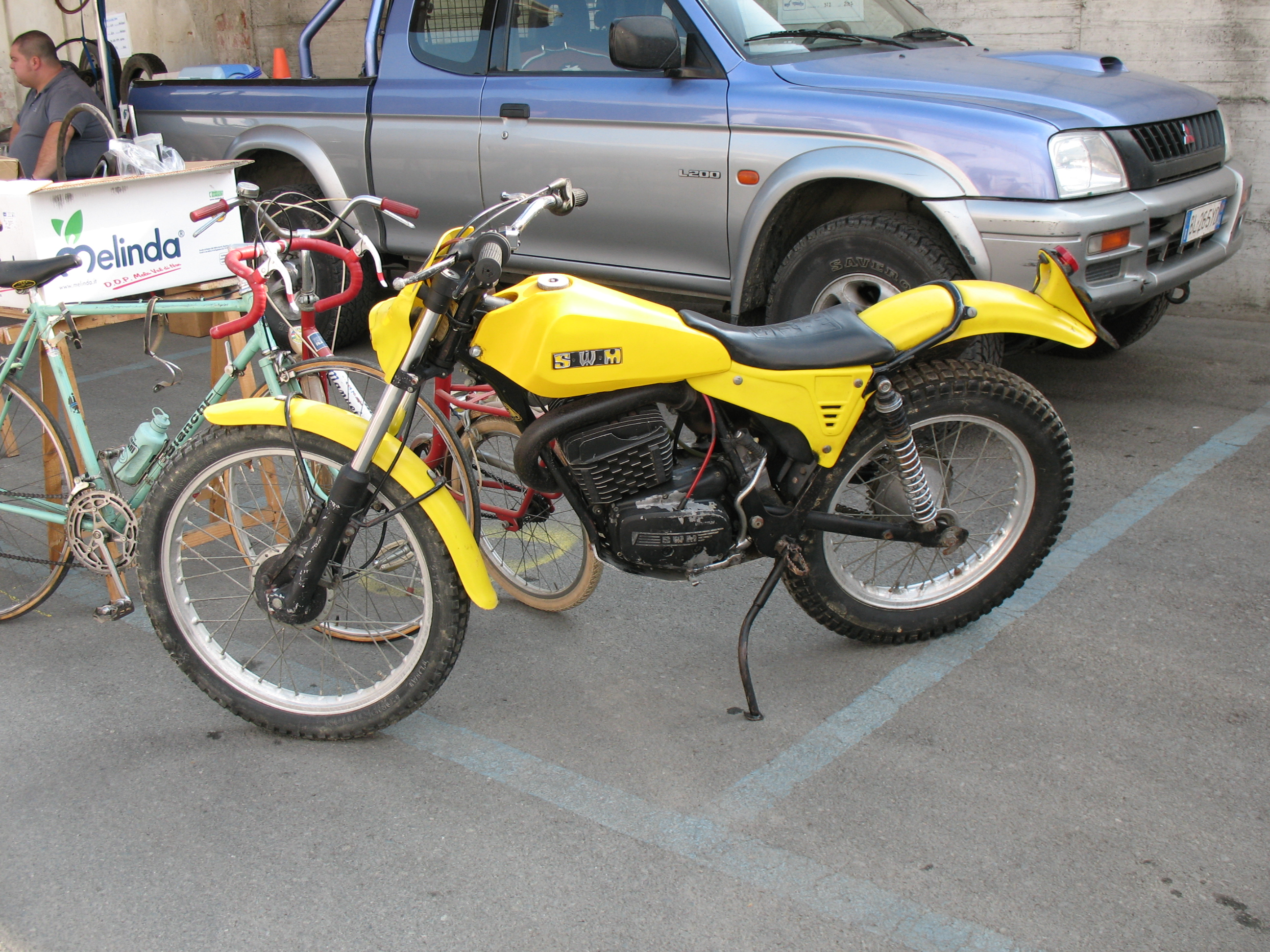
Una SWM Guanaco 320 TL de 1981, el model que pilotà Burgat aquell any

El 1981, Burgat va començar la temporada amb un èxit inesperat en guanyar al maig els Sis Dies d'Escòcia, esdevenint el segon no britànic a fer-ho després del finlandès Yrjö Vesterinen, que els havia guanyat l'any anterior amb Bultaco, i el primer a guanyar-los amb una moto italiana. Al campionat del món, va protagonitzar una temporada reeixida que va començar a despuntar just a la setmana següent de la seva victòria a Escòcia, quan en va guanyar la ronda francesa, disputada a Les Rousses, ben a prop de casa seva. Burgat va aconseguir dues victòries més (Estats Units i Txecoslovàquia) i quatre segons llocs durant la temporada i es va imposar als seus immediats perseguidors, Ulf Karlson, Yrjö Vesterinen i Eddy Lejeune. El cinquè en discòrdia, Manuel Soler, va quedar despenjat de la lluita pel títol a mitja temporada a causa de diversos incidents.
Després de guanyar el mundial de 1981, Burgat va passar a Fantic el 1982, però aquell va ser l'any de l'eclosió definitiva del belga Eddy Lejeune, que va guanyar tres títols consecutius, i Burgat acabà el campionat en tercera posició, a un sol punt del subcampió, el seu cunyat Bernie Schreiber, que corria amb SWM. Continuant amb la Fantic, Burgat va ser quart el 1983 i novè el 1984. El 1985 va deixar la marca italiana i va competir amb Yamaha, amb la qual va acabar quart. Els dos anys següents va obtenir resultats molt discrets, el primer encara amb Yamaha i l'altre amb Aprilia, fins que un cop acabada la temporada de 1987 es va retirar de les competicions.
Tot i que Burgat no va tornar a guanyar cap altre mundial després de 1981, el 1984, al costat dels seus companys d'equip Thierry Michaud, Fred Michaud i Philippe Berlatier, va guanyar la primera edició del Trial de les Nacions, disputat a Polònia i va repetir aquest èxit els anys 1985 i 1986.

## Vida personal
Gilles Burgat està casat amb Leslie, una nord-americana a qui va conèixer quan es va traslladar als Alps francesos una temporada per feina (treballava per a una marca de roba d'esquí) i amb qui ha tingut dos fills, William i James. La família viu a Albertville.
Actualment, Gilles Burgat és el representat a Savoia de La Française des Jeux, l'empresa pública que organitza la Loteria Nacional a França.

## Palmarès
| Any          | Motocicleta  | Campionat del Món | TDN | Campionat de França | Altres      | Títols |
| ------------ | ------------ | ----------------- | --- | ------------------- | ----------- | ------ |
| 1980         | SWM          | 11è               | -   | 1r                  |             | 1      |
| 1981         | SWM          | 1r                | -   | 1r                  | 1r als SSDT | 2      |
| 1982         | Fantic       | 3r                | -   | 1r                  |             | 1      |
| 1983         | Fantic       | 4t                | -   |                     |             | -      |
| 1984         | Fantic       | 9è                | 1r  |                     |             | 1      |
| 1985         | Yamaha       | 4t                | 1r  |                     |             | 1      |
| 1986         | Yamaha       | 12è               | 1r  |                     |             | 1      |
| 1987         | Aprilia      | 15è               | -   |                     |             | -      |
| Total títols | Total títols | 1                 | 3   | 3                   |             | 7      |

Notes
1. ↑  La classificació consignada a TDN fa referència a la posició final obtinguda per l'equip estatal
2. ↑  Al total de títols s'hi compten tots els campionats estatals o internacionals guanyats, incloent-hi el TDN

### Fites esportives
- El campió del món de trial més jove de la història (19 anys i 10 mesos).[6]
- El campió del món de trial més ràpid (a la segona oportunitat).
- El primer francès a guanyar el mundial de trial i els Sis Dies d'Escòcia.
- El primer a guanyar el mundial de trial i els Sis Dies d'Escòcia amb una moto italiana.
- L'únic campió del món de trial amb SWM.